# Вітольд Ромер
Вітольд Ромер (пол. Witold Romer, 14 липня 1900, Львів, Галичина — 19 квітня 1967, Вроцлав) — польський інженер-хімік, професор кафедри фототехніки Вроцлавської політехніки, почесний член Міжнародної федерації фотографічного мистецтва FIAP.

## Біографія
Народився 14 липня 1900 року у Львові (Королівство Галичини та Володимирії, Австро-Угорщина, нині Україна). Син географа  Еугеніуша Ромера і Ядвіги Росскнехт, також у нього був брат  Едмунд, інженер-метролог, учень професора  Войцеха Свєнтославського. У віці 18 років Вітольд брав участь у  битві за Львів з  1 по 22 листопада 1918 року, борючись за пожежну станцію і львівську цитадель.
Вітольд навчався у Львівській політехніці та ряді інших вищих навчальних закладів Європи наприкінці 1920-х за фахом фотографічного мистецтва. 1931 року ним була створена нова техніка роботи з позитивами під назвою ізогелія. Через рік він зайняв пост викладача фотографії у Львівській політехніці, також керував фотомеханічним відділом при батьківському видавництві «Książnica Atlas». 1935 року закінчив Львівську політехніку й отримав звання доктора фізичної хімії, в 1937 році почав займатися публікацією фотографічних листівок із зображеннями різних пам'яток Польщі, які були дуже популярними в той час.
Під час Другої світової війни Ромер знаходився в Англії, займався фотографуванням для  британських королівських ВПС. Після повернення до Польщі в 1946 році переїхав до Вроцлава, де організував кафедри фототехніки як у Вроцлавській політехніці (Вроцлавському технологічному університеті), так і у Вроцлавському університеті (факультет математики, фізики та хімії, відділення хімічної технології). Пізніше кафедра залишилася на хімічному відділенні Вроцлавської політехніки. 1947 року він захистив  габілітаційну роботу і став доцентом в 1948 році, а в 1956 — професором.
У число робіт Вітольда Ромера входять 72 наукові роботи, есе та рецензії, численні патенти та дві монографії. За свою фотографічну діяльність він був нагороджений Срібним Хрестом Заслуги (5 травня 1939), в 1956 році вступив в FIAP (Міжнародна федерація фотографічного мистецтва), в 1957 році здобув нагороду міста Вроцлава (1957), в 1965 році — звання Командора Ордену Відродження Польщі (III ступінь).
Помер 19 квітня 1967 року під Вроцлавом.